# 레슬리 호프
레슬리 앤 호프(영어: Leslie Ann Hope, 1965년 5월 6일 ~ )는 캐나다의 배우다. 24 시즌 1의 배우로 유명하다.

## 출연 작품
- 24 (시즌 1, 한국어 성우:송도영)
- 스타 트렉 디프 스페이스 나인
- 휴먼카고
- 업 앤 다운스
- 도플갱어